# Église Notre-Dame de Druval
L'église Notre-Dame de Druval est une église catholique située à Beaufour-Druval, en France.

## Localisation
L'église est située dans le département français du Calvados, sur la commune de Beaufour-Druval.

## Historique
L'édifice date des XIIIe, XIVe, XVIe et XVIIe siècles.
Les parties les plus anciennes de l'édifice sont de la fin du XIIe ou du XIIIe selon Arcisse de Caumont.
Une allée de sapins bordant l'église entraîne le classement du site par arrêté du 16 janvier 1935.
L'édifice est inscrit au titre des monuments historiques le 13 mars 1975.
Les sapins sont abattus pour des raisons de sécurité en 1977 et remplacés par des thuyas taillés en ogive. Le site conserve un if remarquable haut de plus de 20 m.
La nomination appartenait à l'abbaye Notre-Dame du Bec.

## Description
L'église possède une tour située entre le chœur et la nef. Le clocher possède une base carrée et est de forme octogonale, et recouvert d'ardoise.
Arcisse de Caumont signale une fenêtre en lancette dans le mur nord, décorée de grisaille. Les autres fenêtres anciennes sont bouchées et celles ouvertes sont d'époque moderne.
Le même signale d'anciennes inscriptions latines en lettres majuscules et tronquées.
Le portail ouest est pourvu de tores du XIVe. Le porche est daté du XVIIe.
Les deux autels contiennent des tableaux du XVIIIe.